# Arne, Dorset
Arne är en ort och civil parish i Storbritannien.   Den ligger i kommunen Dorset och riksdelen England, i den södra delen av landet, 160 km sydväst om huvudstaden London. Arne ligger 29 meter över havet och antalet invånare är 1 344.
Terrängen runt Arne är platt. En vik av havet är nära Arne österut.  Närmaste större samhälle är Poole, 4,6 km nordost om Arne. 